# 陈氏藨草
陈氏藨草（学名：Scirpus chunianus）为莎草科藨草属下的一个种。

## 扩展阅读
- 維基物種上的相關：陈氏藨草